# Амеранг
Амеранг (њем. Amerang) општина је у њемачкој савезној држави Баварска. Једно је од 46 општинских средишта округа Розенхајм. Према процјени из 2010. у општини је живјело 3.563 становника. Посједује регионалну шифру (AGS) 9187113.

## Географија
Амеранг се налази у савезној држави Баварска у округу Розенхајм. Општина се налази на надморској висини од 537 метара. Површина општине износи 39,8 km².

## Становништво
У самом мјесту је, према процјени из 2010. године, живјело 3.563 становника. Просјечна густина становништва износи 90 становника/km².